# Rexford Tugwell

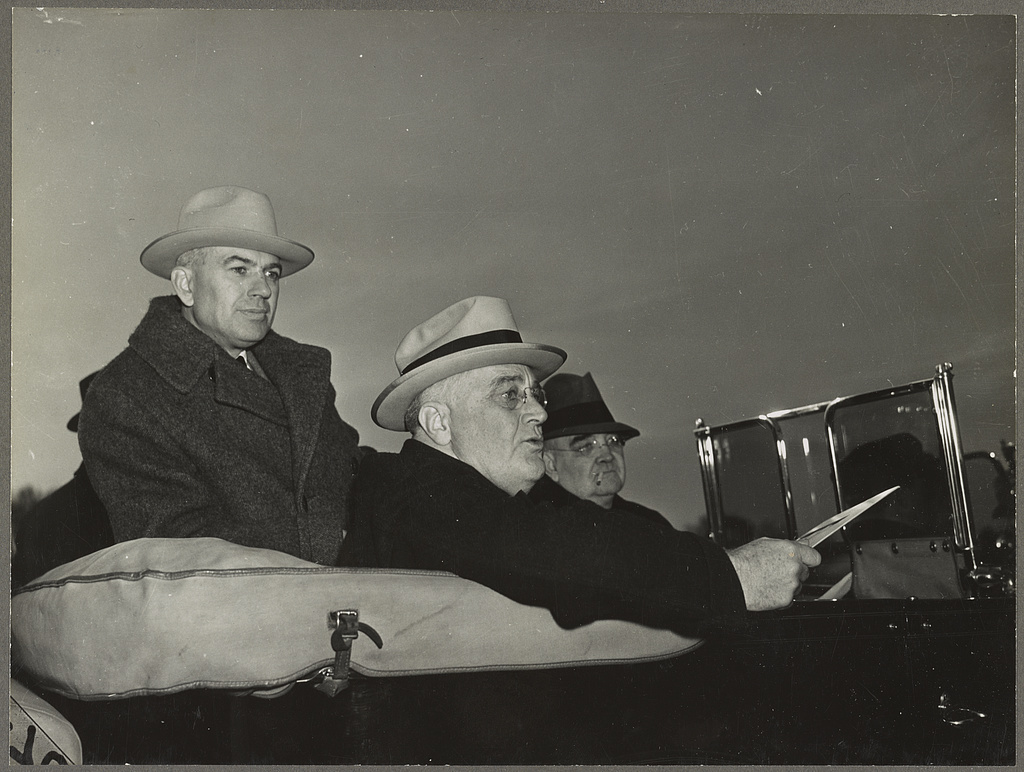
Rexford Tugwell och presidenten Franklin D. Roosevelt vid en inspektion av den nya staden Greenbelt i Maryland, februari 1937

Rexford Guy Tugwell, född 10 juli 1891 i Chautauqua County, New York, död 21 juli 1979 i Santa Barbara, Kalifornien, var en amerikansk nationalekonom och politiker. 
Rexford Tugwell var rådgivare till Franklin D. Roosevelt under presentvalskampanjen 1932. Han var den som tog initiativ till inrättandet av Resettlement Administration 1935 och han blev också dess första och enda chef. Han var en av de ledande företrädarna för den ekonomiska institutionalismen. Han var guvernör i Puerto Rico från 1941 till 1946. Han var lärare på Columbia University.

## Verk i urval
- The Economic Basis of Public Interest
- Industry's Coming of Age